# Морисон (Ајова)
Морисон (енгл. Morrison) град је у америчкој савезној држави Ајова. По попису становништва из 2010. у њему је живело 94 становника.

## Демографија
Према попису становништва из 2010. у граду је живело 94 становника, што је -3 (-3.1%) становника више него 2000. године.
| Група             | 2000.      | 2010.      |
| Белци             | 96 (99,0%) | 87 (92,6%) |
| Афроамериканци    | 0 (0,0%)   | 2 (2,1%)   |
| Азијати           | 0 (0,0%)   | 1 (1,1%)   |
| Хиспаноамериканци | 0 (0,0%)   | 0 (0,0%)   |
| Укупно            | 97         | 94         |